# Saint-Philippe du Roule (Métro Paris)

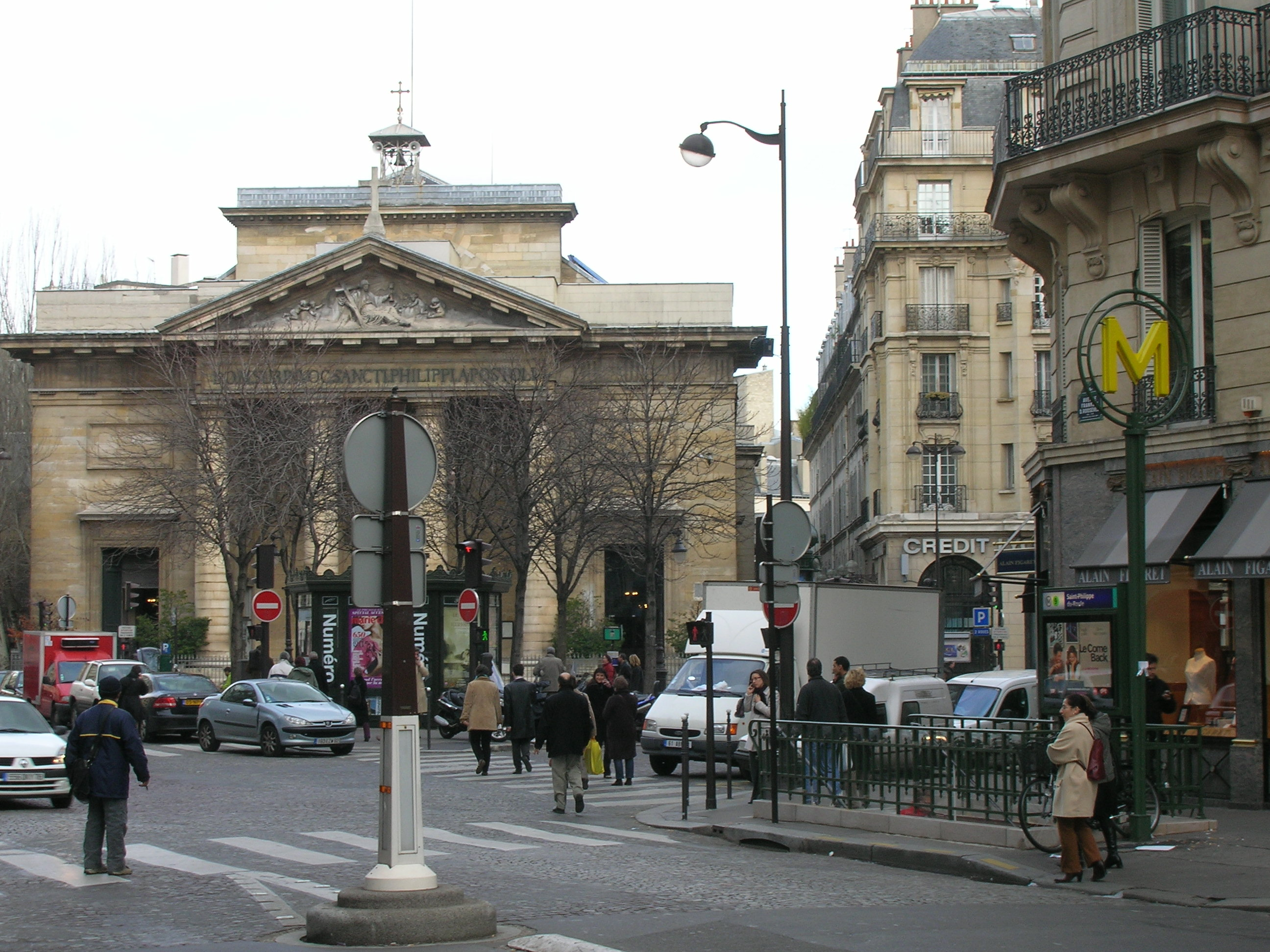
Zugang zur Station mit Hinweismast aus den 1950er Jahren, im Hintergrund die Kirche Saint-Philippe-du-Roule

Saint-Philippe du Roule [sɛ̃ filip dy ʁul] ist eine unterirdische Station der Linie 9 der Pariser Métro.

## Lage
Die Station befindet sich im 8. Arrondissement von Paris. Sie liegt längs unter der Avenue du Président Wilson an deren Kreuzung mit der Rue la Boétie. Über die Rue La Fayette ist die Einkaufsstraße Rue du Faubourg Saint-Honoré zu erreichen.

## Name
Benannt ist die Station nach der nahegelegenen Kirche Saint-Philippe-du-Roule. Das Dorf Le Roule, seit 1722 Faubourg du Roule, wurde 1860 nach Paris eingemeindet. Seine 1784 geweihte Kirche erhielt den Namen des Apostels Philippus.

## Geschichte
Die Station Saint-Philippe du Roule wurde am 27. Mai 1923 in Betrieb genommen, als die Linie 9 von der Station Trocadéro bis zur Station Saint-Augustin verlängert wurde.

## Beschreibung
Die Station weist zwei Seitenbahnsteige an zwei Streckengleisen auf. Sie hat einen ellipsenförmigen Querschnitt, Decke und Wände sind gefliest. Die zwei Ausgänge liegen beiderseits der Avenue du Président Wilson vor der Rue la Boétie, der westliche ist mit einer Rolltreppe versehen.

## Fahrzeuge

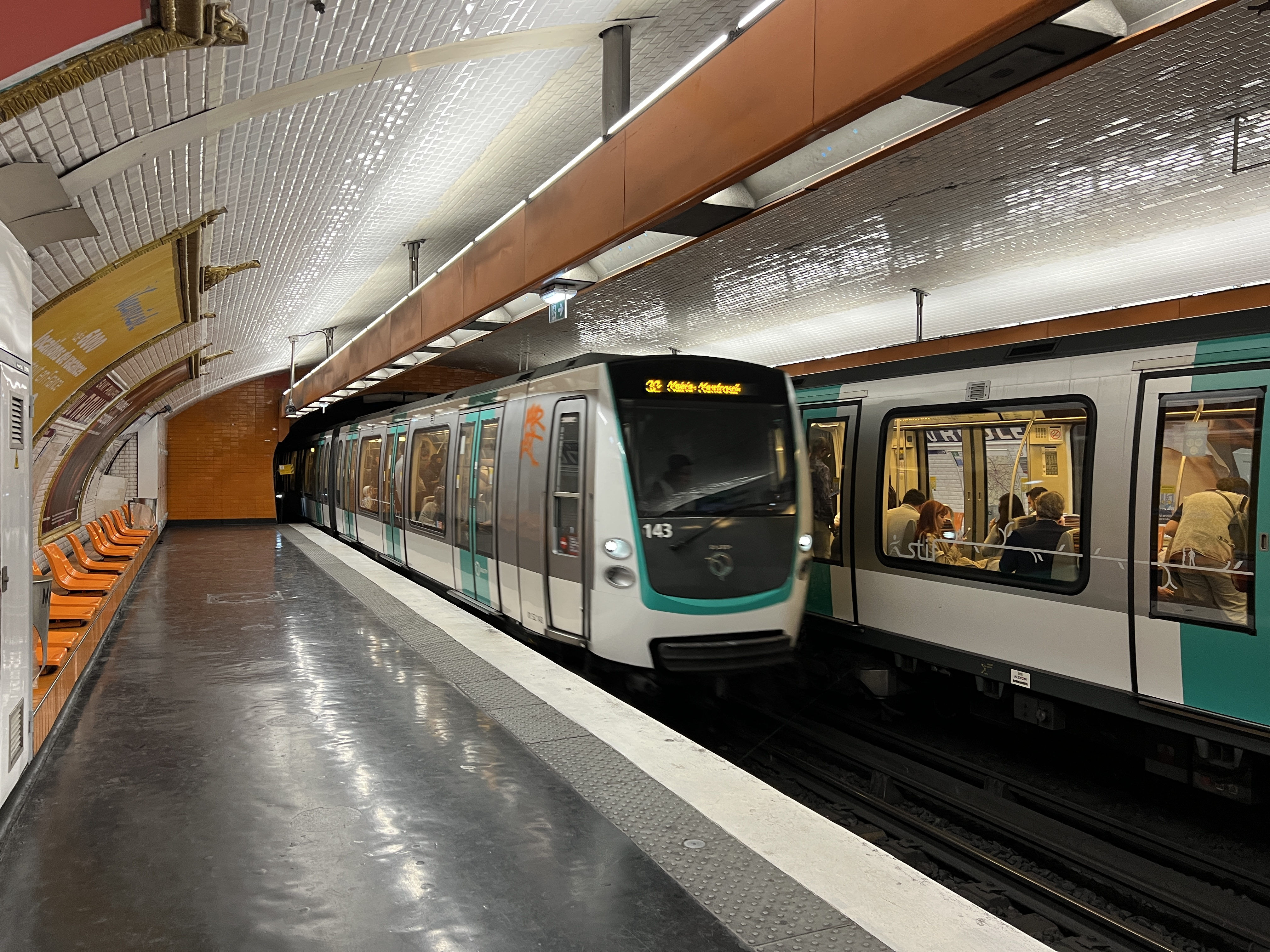
Züge der Baureihe MF 01 in der Station

Zunächst verkehrten auf der Linie 9 Züge der Bauart Sprague-Thomson, 1983 wurden sie durch solche der Baureihe MF 67 ersetzt. Seit Oktober 2013 kam zunehmend die Baureihe MF 01 zum Einsatz, am 14. Dezember 2016 verkehrte der letzte MF-67-Zug auf der Linie 9.